# Conseils du roi en Espagne

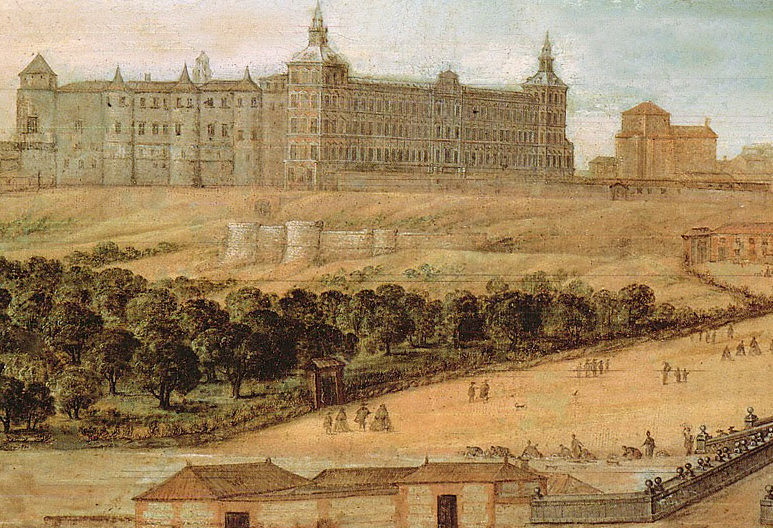
Palais de l'Alcazar de Madrid, résidence des rois d'Espagne, dans laquelle furent installés la plupart des conseils, jusqu'à leur déménagement en 1701.

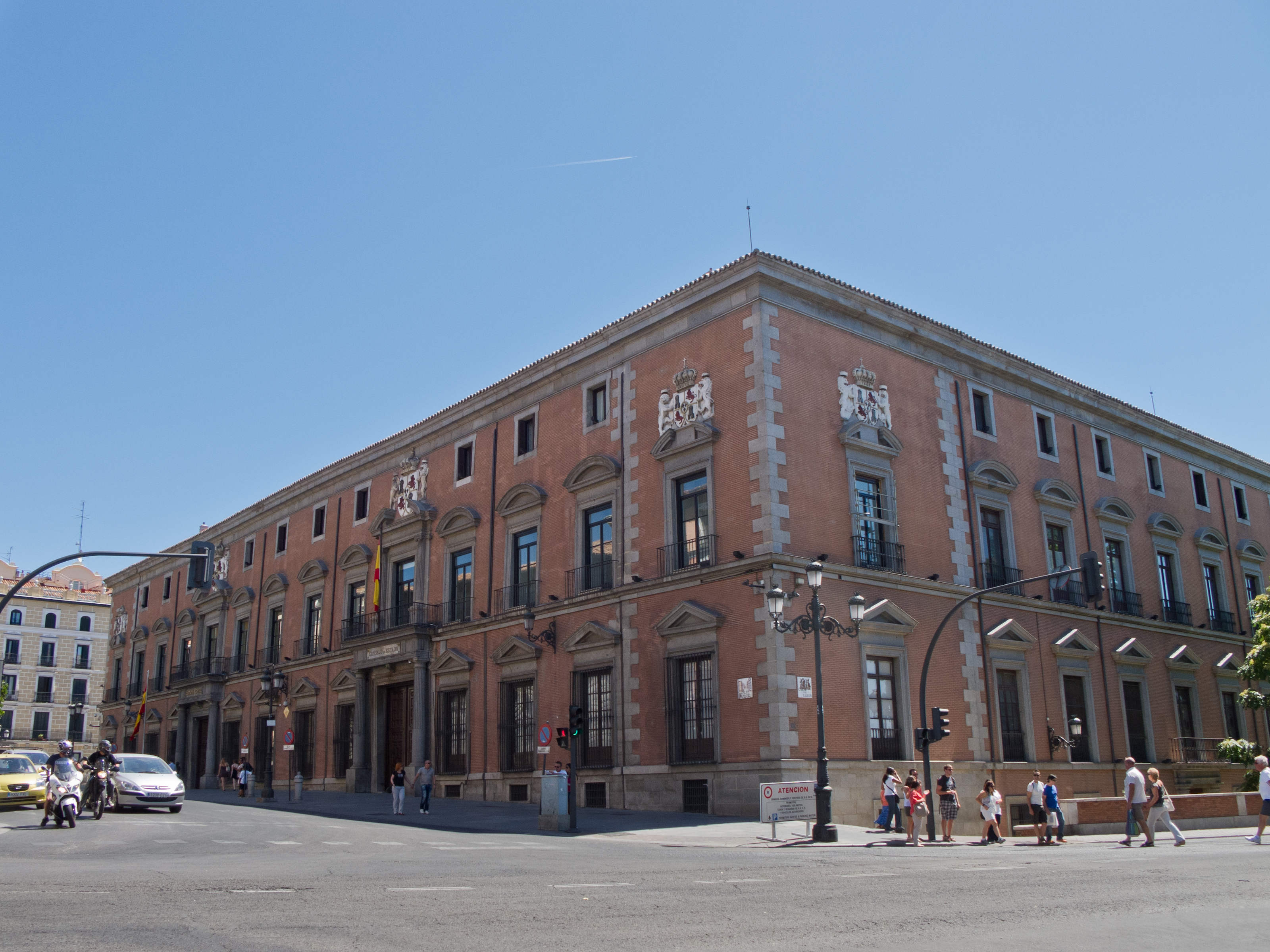
Palais de Uceda à Madrid, dans lequel furent déménagés la plupart des conseils après 1701.

Les Conseils du roi en Espagne étaient, à l'époque moderne, l'ensemble des conseils institutionnalisés et permanents chargés de préparer les décisions du roi et de le guider de leurs avis. Le gouvernement de la monarchie espagnole était donc polysynodal, dans la mesure où elle reposait sur un ensemble de conseils.

## Origine des Conseils

### Le développement des Conseils
Avant de prendre des décisions importantes, les rois avaient l'habitude de consulter leur entourage, qui composait leur cour (curia regis). Mais vers le XIIe siècle apparaît un organe consultatif institutionnalisé, le « conseil », composé de notables qui, selon les règles du contrat vassalique, remplissent envers leur seigneur non seulement un devoir d'aide militaire (auxilium), mais également un devoir de conseil (consilium).
Dans le royaume de Castille, ce conseil prit le nom, au milieu du XIVe siècle, de « Conseil royal » (Consejo Real) ou « Conseil de Castille » (Consejo de Castilla). La multiplication des Conseils résulta ensuite de la politique matrimoniale des rois espagnols - à commencer par les Rois Catholiques, Isabelle de Castille et Ferdinand d'Aragon - et de l'expansion territoriale formidable que connurent leurs territoires aux XVe et XVIe siècles. En effet, ceux-ci ne furent pas considérés comme unis, mais seulement réunis dans la personne royale : il était donc nécessaire d'avoir un Conseil pour chaque couronne, un « Conseil de Castille » et un « Conseil d'Aragon ».
Ce modèle fut développé par les Habsbourgs, le nombre de Conseils croissant à son plus grand nombre, tandis que leur efficacité décroissait. Les langues, les lois, les coutumes et les systèmes politiques et sociaux restèrent intacts dans chaque territoire, la défense du catholicisme étant le seul point commun.

### Un gouvernement polysynodal[1]?
Dans les États soumis aux rois d'Espagne, les projets de centralisation politique furent largement rejetés par les populations qui étaient soumises. Ainsi, l'exemple le plus éclatant en est l'Union des Armes, prévue par le comte-duc de Olivares, qui déboucha sur la crise de 1640 et la séparation définitive du Portugal (et temporairement de la Catalogne) et de l'Espagne. En même temps, la centralisation administrative et la croissance du pouvoir royal rendaient nécessaire la délégation de l'autorité royale à un système chargé d'administrer un État en formation.
Les Conseils furent peu à peu considérés comme de hautes cours de justice. Les tâches de justice accaparèrent de plus en plus les membres des Conseils, tandis qu'ils abandonnaient progressivement les tâches de gouvernement et d'administration. Le pouvoir souverain appartenait toujours au roi : pour prendre une décision, le Conseil se réunissait, élaborait un projet, puis le soumettait pour approbation au roi.

## Les Conseils de territoires

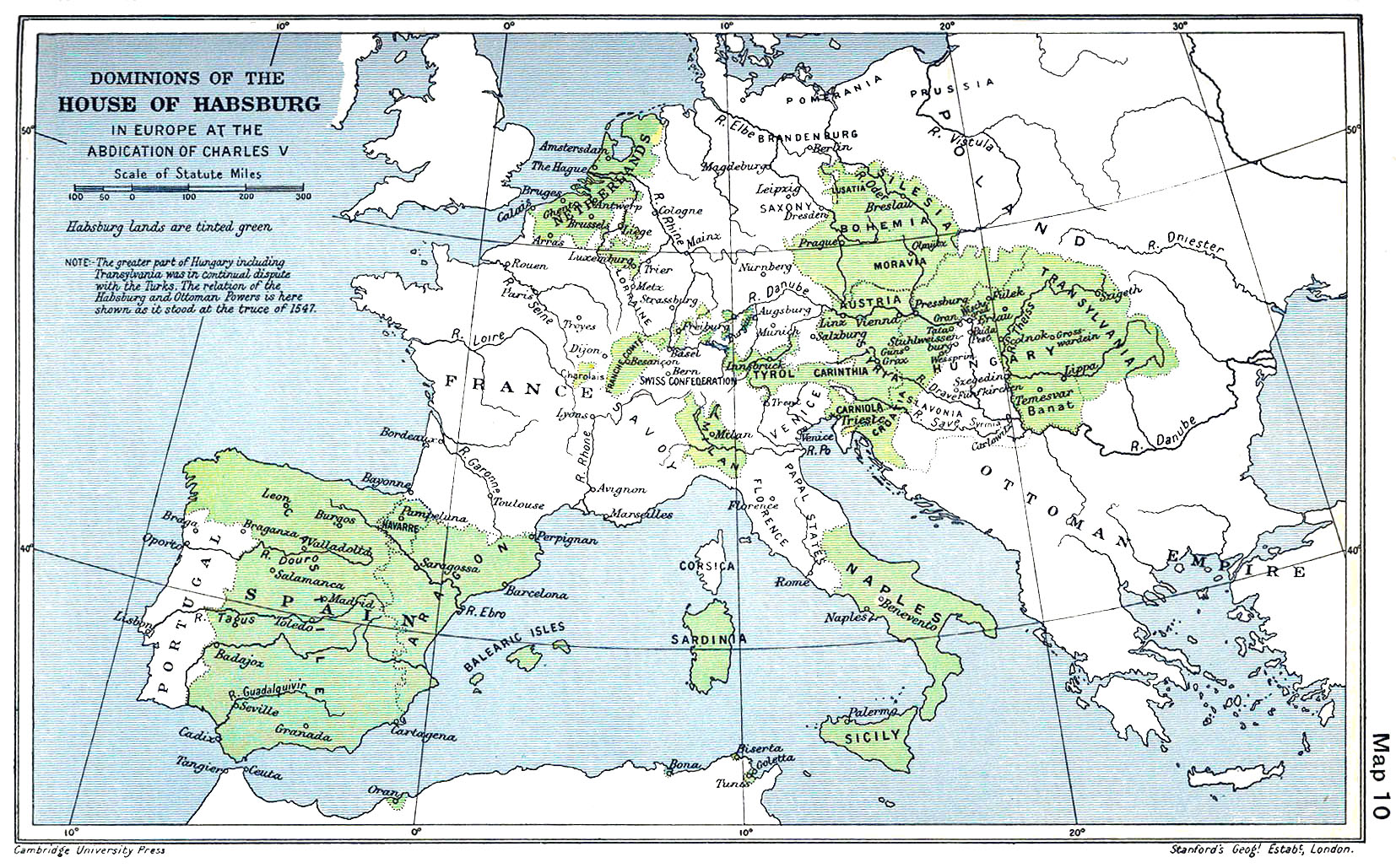
Empire de Charles Quint en 1547.

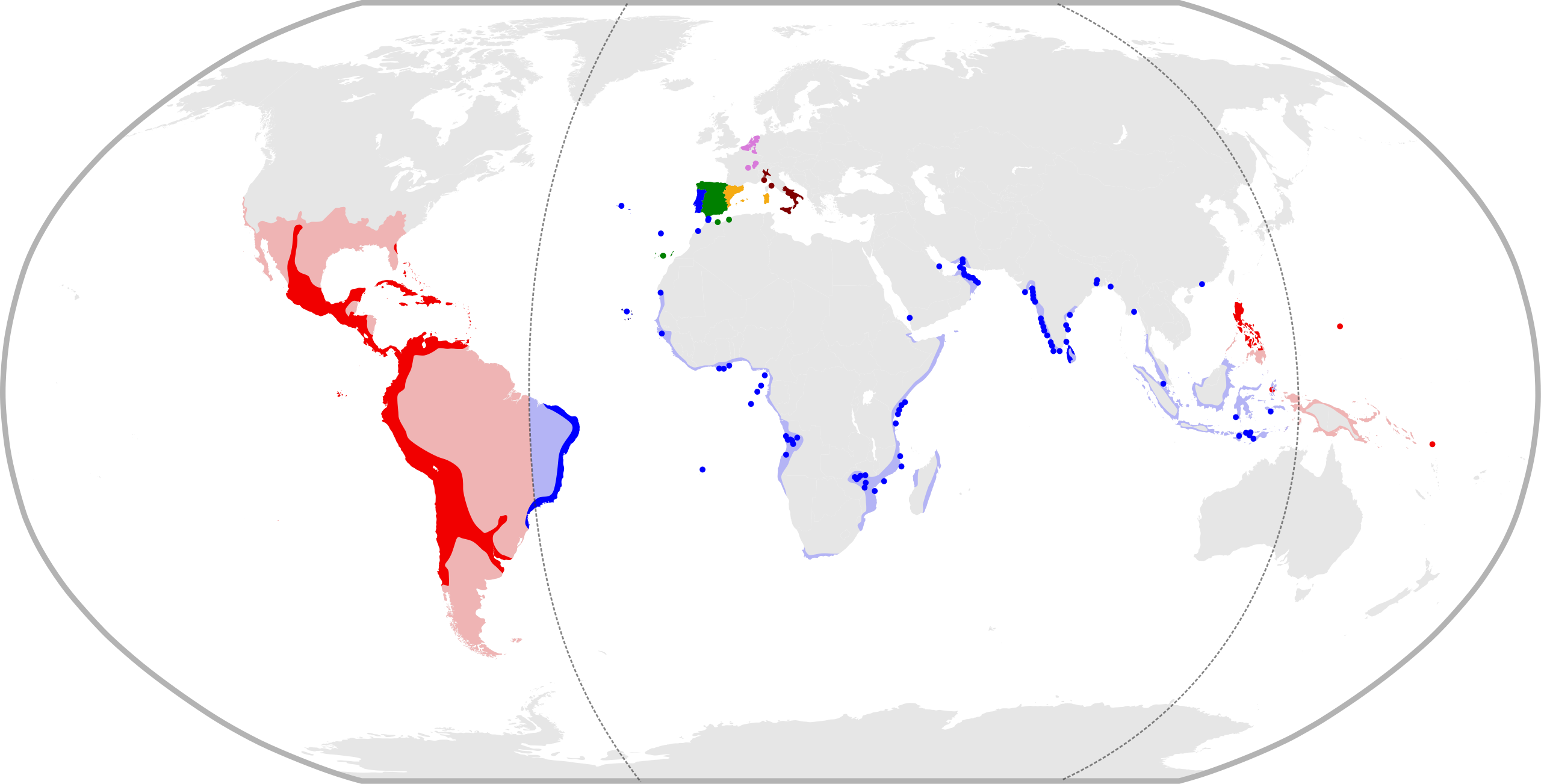
L'empire de Philippe II en 1598. Carte distinguant les aires de chaque Conseil de territoire :
Territoires du Conseil de Castille
Territoires du Conseil d'Aragon
Territoires du Conseil de Portugal
Territoires du Conseil d'Italie
Territoires du Conseil des Indes
Territoires du Conseil de Flandres

### Conseil de Castille
Le « Conseil Royal Suprême de Castille » (Real y Supremo Consejo de Castilla) fut créé en 1385 par le roi Jean Ier de Castille. Héritier du « Conseil royal », le Conseil de Castille fut peu à peu chargé de l'administration intérieure des royaumes de la Couronne de Castille, partie la plus importante de la couronne espagnole par sa richesse et sa population. Elle était également mieux soumise à l'autorité royale et payait plus d'impôts (excepté les territoires foraux, en particulier les provinces basques).
Les pouvoirs du Conseil de Castille évoluèrent puisque, sous le règne de Charles Quint, le Conseil d'État et le Conseil de la Chambre furent rendus plus autonomes par rapport au Conseil de Castille, dont ils étaient issus. Mais au XVIIIe siècle, par les décrets de Nueva Planta, Philippe V augmenta ses pouvoirs (en particulier fiscaux) et les étendit à l'ensemble de la péninsule, après avoir supprimé divers autres Conseils (comme celui d'Aragon). Le XVIIIe siècle est une période de splendeur pour le Conseil de Castille, servi par de grands conseillers, comme Campomanes ou Jovellanos.

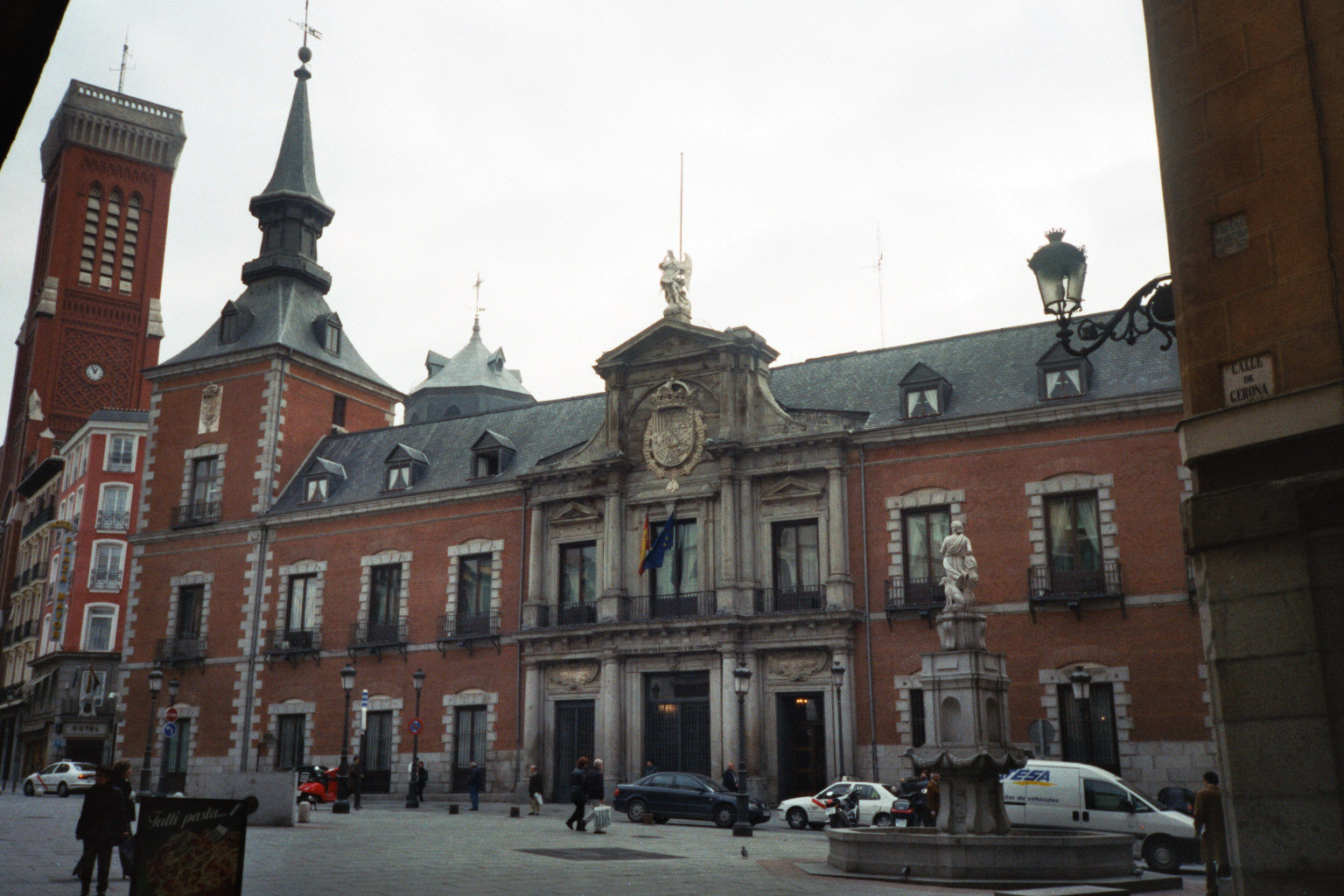
Palais de la Santa Cruz, ancien siège de la Salle des Alcaldes de Casa y Corte (aujourd'hui ministère des Affaires extérieures).

Le Conseil était composé à l'origine de douze membres (quatre représentants du clergé, quatre de la noblesse et quatre des communes). En 1442, la noblesse accrut son influence sur le Conseil en faisant passer le nombre de ses membres à six. Aux Cortes de Tolède en 1480, les Rois Catholiques accrurent ses responsabilités judiciaires et institutionnelles et réorganisèrent le nombre de ses membres : un président (toujours un ecclésiastique), deux ou trois nobles et neuf lettrés. En 1715, Philippe V établit une nouvelle organisation : un président, un procureur fiscal et 22 conseillers (8 dans la salle de Gouvernement, 4 dans la salle de Justice, 4 dans la salle de la Province, cinq dans la salle « des Mille Cinq Cents » et un à la présidence de la salle « des alcaldes de casa y corte »).

### Conseil de la Chambre de Castille
Le « Conseil de la Chambre » (Consejo de Cámara) était à l'origine le conseil suprême de la Couronne de Castille, en étant une réduction, mais parfaitement séparée. Il fut fondé par Jeanne la Folle et développé par Charles Quint. C'est à partir de 1528 qu'il commença à s'organiser de façon régulière.
Il était chargé de proposer au roi les membres des conseils, des chancelleries et des cours de justice, de proposer les titulaires des sièges archiépiscopaux et épiscopaux et autres prébendes et dignités ecclésiastiques, de convoquer les Cortes, auxquelles les membres du Conseil participaient eux-mêmes en qualité d'assistants, ou encore de gérer divers droits, comme les grâces, les autorisations de droit d'aînesse, les exemptions de roture, les chartes de naturalisation, les licences pour les mines et les moulins, etc. Il était possible de faire appel des décisions de la Chambre devant le Conseil de Castille.
L'étendue de son action, d'abord limitée à la Castille et à la Navarre, s'étendit à l'ensemble de l'Aragon, à partir de 1707.
Le Conseil était composé d'un président (qui était le gouverneur de Castille), d'un secrétaire royal et de différents conseillers, sans nombre fixe, toujours membres du Conseil de Castille et convoqués par le roi. Il fut supprimé en 1834.

### Conseil d'Aragon
Le « Conseil Suprême de la Couronne d'Aragon » (Consejo Supremo de la Corona de Aragón), fondé en 1494, se présentait comme la restauration de l'ancien « Conseil Royal d'Aragon » (Consejo Real de Aragón) dont les pouvoirs s'étendaient sur les territoires de la Couronne, à savoir le royaume d'Aragon proprement dit, la principauté de Catalogne, le royaume de Valence, le comté de Majorque, le royaume de Naples, le royaume de Sicile et la seigneurie de Sardaigne. Dans la pratique, il était inopérant, car les États de la Couronne étaient également gouvernés par les vice-rois et les cours de justice. Son rôle était d'administrer les biens de la Couronne, régler les conflits entre les fors et les droits du roi, et de faire le lien entre le roi et ses vice-rois.
Le Conseil était composé d'un président (ou « vice-chancelier de la Couronne »), d'un trésorier général (qui gérait le domaine royal), de neuf conseillers (ou « régents » : deux pour l'Aragon, deux pour la Catalogne, deux pour Valence, un pour chacun des trois États italiens) et d'un protonotaire (qui conservait les sceaux). Tous les membres du Conseil, excepté le trésorier général étaient aragonais.
Le Conseil fut définitivement supprimé après 1713 par Philippe V, afin de punir la rébellion de la plupart des États de la Couronne d'Aragon contre lui lors de la guerre de Succession d'Espagne.

### Conseil d'Italie
Le « Conseil Royal Suprême d'Italie » (Real y Supremo Consejo de Italia) fut créé en 1556 : jusque-là, les territoires italiens étaient administrés par le Conseil d'Aragon ; mais la complexité des problèmes poussa le roi Philippe II à séparer les affaires aragonaises et italiennes. Le Conseil avait pour fonction de surveiller, en Italie, l'administration de la justice et des finances, la nomination des vice-rois et des officiers dans les territoires italiens.
Le Conseil était composé d'un président et de six régents : deux pour le royaume de Naples, deux pour le royaume de Sicile et deux pour le duché de Milan. Dans chaque cas il s'agissait d'un conseiller d'origine espagnole et d'un autre d'origine italienne.

### Conseil duPortugal
Fondé par Philippe II en 1582, après la réunion du Portugal à l'Espagne, le « Conseil Royal Suprême du Portugal » (Real y Supremo Consejo de Portugal) avait pour fonction de surveiller, au Portugal, l'administration de la justice et des finances, de nommer les bénéficiaires des charges ecclésiastiques et les officiers civils et militaires dans les territoires portugais. Mais, largement soumis au Conseil d'État et au Conseil à la Guerre, il n'eut jamais de véritable autonomie.
Le Conseil était composé d'un président, et d'un nombre variable de conseillers, tous Portugais. Le Conseil fut définitivement supprimé après 1713 par Philippe V, sanctionnant ainsi définitivement la perte du Portugal en 1640.

### Conseil desFlandres
Le « Conseil Royal Suprême des Flandres » (Real y Supremo Consejo de Flandes) avait pour fonction de nommer les officiers de justice et de finance dans les territoires de Flandres et de Bourgogne.
Le Conseil était composé d'un président, et d'un nombre variable de conseillers (leur nombre varia au gré des pertes territoriales des rois Habsbourgs). Le Conseil fut définitivement supprimé après 1713 par Philippe V, à la suite de la perte des Pays-Bas espagnols à la suite du traité d'Utrecht.

### Conseil des Indes
Fondé en 1523, le « Conseil Royal Suprême des Indes » (Real y Supremo Consejo de Indias) était l'institution administrative la plus importante de l'Amérique espagnole et des Philippines. Il représentait le roi et avait des pouvoirs exécutifs, judiciaires et législatifs extrêmement étendus : il assurait le gouvernement temporel, mais aussi spirituel des habitants, dirigeait les guerres, attribuait les terres, surveillait les cours de justices, supervisait les expéditions maritimes partant d'Espagne pour l'Amérique. Réformé en 1714 avec la création du ministère du Salon, il vit encore ses fonctions décroître avec la création du Secrétariat à la Marine et aux Indes et n'eut plus de fonction administrative, quoiqu'il eût subsisté jusqu'à sa suppression définitive en 1834.
Le Conseil était composé d'un président, d'un grand chancelier, de douze conseillers, d'un chroniqueur officiel des Indes, d'un cosmographe, d'un représentant de la Casa de Contratación et de quatre officiers.

## Les Conseils thématiques

### Conseil d'État
Le « Conseil Royal Suprême d'État » (Real y Supremo Consejo de Estado) avait pour fonction de mener la politique extérieure de l'Espagne ; c'est de lui que dépendaient les principales ambassades en Europe (Vienne, Rome, Venise, Genève, Paris, Londres ou encore Lisbonne). Il fut créé en 1526 par Charles Quint, qui voulait avoir un conseil séparé chargé des affaires étrangères, croissant formidablement sous son règne.
Le Conseil était dirigé par le roi ; son rôle y était d'ailleurs bien plus décisif que dans la plupart des autres conseils. Le nombre de conseillers était variable. Ils n'étaient pas des spécialistes du droit, comme souvent dans les autres conseils, mais des hommes rompus aux relations avec l'étranger. La plupart étaient issus de la haute noblesse ou  du haut clergé, tels le duc d'Albe ou Nicolas Perrenot de Granvelle.
En 1808 par le Statut de Bayonne, puis en 1812 par la constitution de Cadix est modifié profondément le rôle du Conseil d'État, chargé alors de surveiller le roi dans ses décisions, sans avoir de pouvoir de décision. Il se transforme après 1904, en organe consultatif pour le pouvoir exécutif.

### Conseil de Finances
Le « Conseil Royal Suprême de Finances » (Real y Supremo Consejo de Hacienda) avait pour fonction de lever les impôts et veiller à leur bon recouvrement. Pour cela, il disposait de quatre tribunaux : le tribunal des finances, le tribunal des millionèmes, le tribunal des magistrats et la trésorerie principale des comptes (contaduría mayor de cuentas).
Le Conseil était composé d'un président et de six conseillers.

### Conseil de la Guerre
Le « Conseil Suprême de la Guerre » (Consejo Supremo de Guerra) était chargé des questions militaires et navales. Son autorité s'établissait sur toutes les régions où étaient stationnées des troupes espagnoles. Son rôle était centré sur la défense de la Péninsule, des présides d'Afrique et des îles de la Méditerranée et de l'Atlantique, d'un point de vue administratif, mais pas tactique ou stratégique.
Le Conseil était composé d'un président et de six conseillers. Ce n'était pas un Conseil définitivement constitué, mais était formé de divers conseillers issus du Conseil d'État auxquels le roi faisait appel, de personnages qui occupaient des fonctions militaires et de divers experts en question militaire. On retrouvait principalement des membres des Juntes de l'Amirauté, des Galères et des Présides, des Capitaineries Générales de l'Artillerie, de la Cavalerie et de l'Infanterie et des Secrétariats à la Mer et à la Terre.

### Conseil de l'Inquisition

Structure de l'Inquisition en Espagne.

C'est en 1483 que fut institué en Castille le « Conseil de l'Inquisition Suprême et Générale » (Consejo de la Suprema y General Inquisición, abrégé Consejo de la Suprema), puis sa juridiction fut étendue à l'Aragon en 1486. Le « Tribunal du Saint-Office de l'Inquisition » était une juridiction ecclésiastique instaurée par une bulle de Sixte IV à la demande des Rois catholiques. Conçue à l'origine pour maintenir l'orthodoxie catholique dans leurs royaumes, elle élargit le champ de ses justiciables (juifs, mulsulmans, protestants et autres hérétiques), réprimant les actes qui s'écartaient d'une stricte orthodoxie (blasphème, fornication, bigamie, pédérastie,...) et combattant l'hérésie des juifs convertis.
Le Conseil était composé d'un président (le fameux « inquisiteur général ») et de six à dix conseillers (les « inquisiteurs apostoliques »), tous nommés par le roi. Le Conseil fut définitivement aboli en 1834.

### Conseil et Commissariat de la Croisade
Le « Conseil Royal Suprême de la Croisade » (Real y Supremo Consejo de Cruzada) fut institué en 1525. Il était chargé d'administrer les subsides pontificaux pour l'expulsion des musulmans de la péninsule, puis la lutte contre les Turcs.
Le Conseil était composé d'un président et de quatre conseillers (deux conseillers issus du Conseil de Castille, un régent du Conseil d'Aragon et un conseiller issu du Conseil des Indes).

### Conseil des Ordres Militaires
Le « Conseil Royal Suprême des Ordres Militaires » (Real y Supremo Consejo de Ordenes Militares) avait pour fonction d'assurer l'exercice de la justice pour les membres des ordres religieux militaires. Il était également chargé de la nomination des chevaliers de ces mêmes ordres. En effet les ordres religieux militaires étaient progressivement passés sous la coupe des rois espagnols : à partir de 1487, le grand-maître de l'ordre d'Alcántara était le roi de Castille, et à partir de 1493, le grand-maître de l'ordre de Santiago était le roi d'Aragon. En 1523, le pape Adrien VI confirma le rattachement à la Couronne des ordres religieux militaires.
|
Le Conseil était composé d'un président et de six conseillers.

## La disparition des Conseils

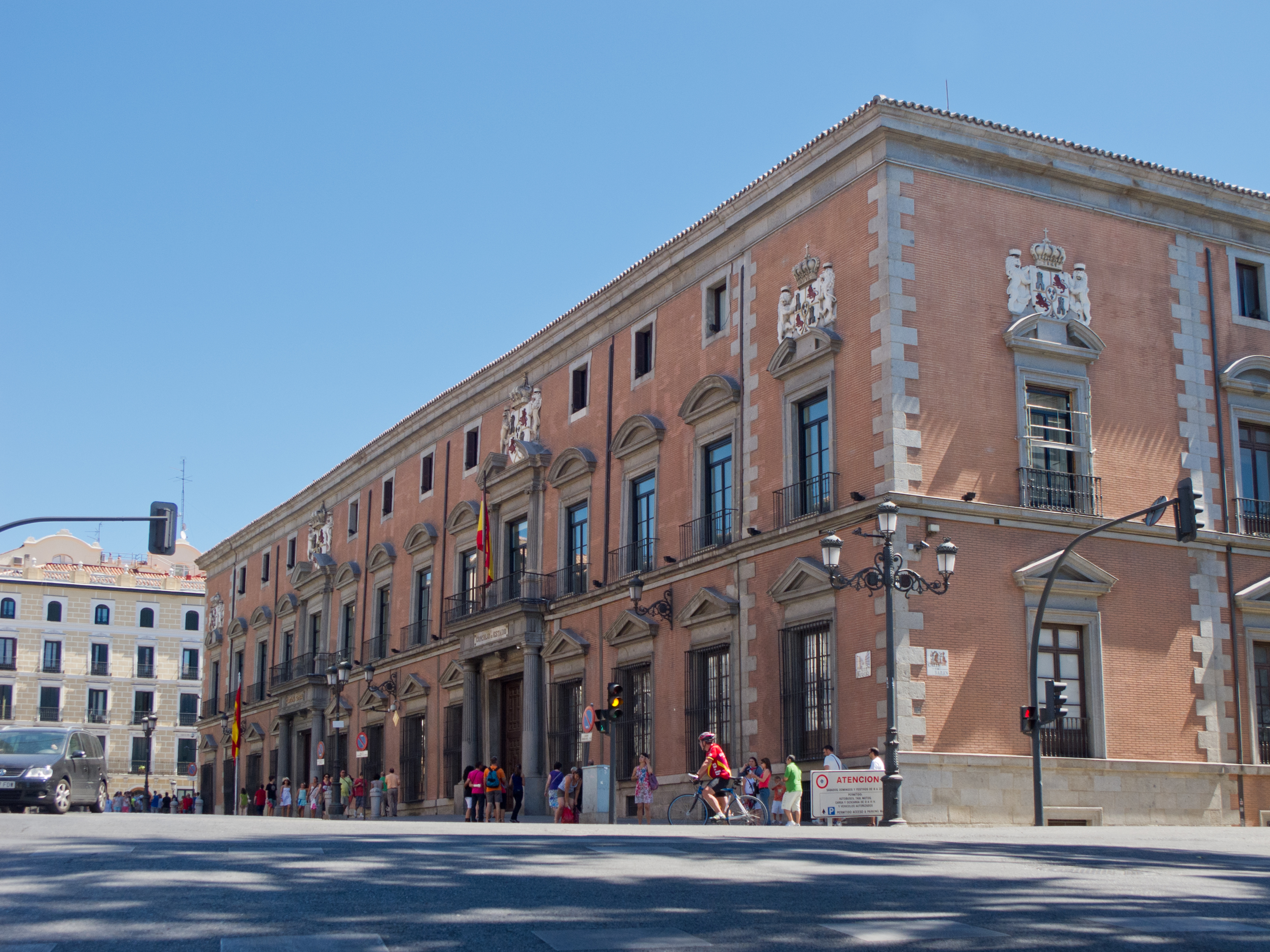
Palais de Uceda, qui accueillit à partir de 1701 les différents conseils, et reçut alors le nom de palais des Conseils.

Le changement dynastique, en 1700, en faveur de la maison des Bourbons, provoqua une réorganisation complète du système des conseils. Ils sont d'ailleurs éloignés du centre du pouvoir, l'Alcazar Royal de Madrid et installés au palais de Uceda, qui prend alors le nom de « palais des Conseils ». Inspiré par les idées centralisatrices françaises, le nouveau roi Philippe V s’efforça de diminuer leur influence, à l’exception du conseil de Castille. Les conseils du Portugal, d’Italie et des Flandres, territoires perdus par les rois d’Espagne, furent abolis. Le conseil d’Aragon, parce que la plupart des États de la Couronne d'Aragon s’étaient rebellés contre lui lors de la guerre de Succession d'Espagne, fut également supprimé. Par diverses réformes, les pouvoirs des conseils de Finance, de la Marine et des Indes furent diminués en faveur d'institutions nouvelles.
Les secrétaires d’État et les ministres, devenant alors les éléments les plus dynamiques de l’administration espagnole, se réunirent eux-mêmes peu à peu en conseil, constituant la forme moderne du gouvernement. Les conseils subsistants disparurent d’ailleurs complètement en 1834 avec la création du Conseil Central Suprême (Junta Suprema Central) durant l'occupation de l'Espagne par les troupes napoléoniennes, puis du Conseil des Ministres (Consejo de Ministros) sous le règne d’Isabelle II.

### Source
- (es) Cet article est partiellement ou en totalité issu de l’article de Wikipédia en espagnol intitulé « Consejos en España » (voir la liste des auteurs).